# 선우
선우(중국어 정체자: 單于, 병음: Chányú, Shanyu)는 흉노제국의 황제를 가리키는 말이다. 선우는 밑에 여러 왕을 두었는데, 이 왕은 평화로울 때 번왕이나 제후로서 다스리고, 전쟁 때 장수로서 싸웠다. 선우(單于)는 왕중왕(王中王), 즉 중국의 천자 또는 황제에 해당하는 흉노제국의 대군주다. 한서 흉노전에 따르면, 선우라는 호칭은 탱리고도선우(撑犂孤塗單于)의 약칭이며, 탱리는 하늘, 고도는 아들, 선우는 광대함을 뜻한다. 즉, '위대한 하늘의 아들'이라는 뜻이다. 이는 흉노가 강성하던 진나라, 한나라 시대 이래 중국인들이 자신들의 군주를 천자(天子), 즉 하늘의 아들이라고 불렀던 것과 유사하다.
역대 선우 중 가장 큰 업적을 세운 선우는 묵돌 선우이다. 흉노는 묵돌 선우 시기에 남쪽으로는 중국 한나라 고조(유방)의 군대를 격파하고 항복을 받아내어 매년 왕비와 공물을 받았으며, 동쪽으로는 동호를 격파하였고, 서쪽으로는 월지국을 토벌하여, 동서에 이르는 광대한 흉노제국을 건설하였다.
선우는 흉노의 지배 가문인 연제씨에서 나왔다. 초기에는 장자 계승을 원칙으로 하였으나, 이치사 선우가 조카를 대신해 계승한 이후로는 장자 계승의 원칙을 지키지 않았다.
현대의 언어학자들은 투르크어와 몽골어 등에서 탱리고도선우라는 명칭의 뜻을 찾으려 노력해 왔다. 몇몇 학자들은 '탱리'를 하늘을 뜻하는 투르크어의 tengri(텡그리), 고도를 아들을 뜻하는 퉁구스어 quto(쿠토)와 연관지어 해석하고 있다. 이능화는 저서에서 '탱리'란 곧 하늘의 둥근 것을 의미한다고 주장하였으며 『이재유고(頤齋遺藁)』를 인용하여 원(圓)은 곧 斗應(㪳)斤來(둥구래)라고 하였다.
하지만, 흉노의 뒤를 이은 유목 부족들인 유연, 돌궐 등은 선우라는 명칭을 쓰지 않고, 카간이라는 명칭을 사용하였다. 또한 이후 흉노 이외에 선우라는 표현을 내세운 유목 국가가 없으며,(오환, 선비가 단기적으로 사용한 경우는 있음) 흉노의 언어 자체도 규명되지 않았기 때문에, '선우'의 어원은 불명확하다.

## 역대 선우
각 선우의 이름은 편의상 한국어 발음으로 표기하였다.

### 초기
| 휘                  | 칭호                         | 비고                                                                                       | 재위 기간                   |
| ------------------- | ---------------------------- | ------------------------------------------------------------------------------------------ | --------------------------- |
| 두만(頭曼)          | 두만 선우(頭曼 單于)         | 고대 몽골어의 투멘(만인장)과 관련이 있음.                                                  | ? ~ 기원전 209년            |
| 묵돌(冒頓)          | 묵돌 선우(冒頓 單于)         | 두만 선우의 장자. 모돈 선우, 또는 묵특 선우라고도 한다. 고대 몽골어의 바투르(용사)의 음사. | 기원전 209년 ~ 기원전 174년 |
| 계육(稽粥)          | 노상 선우(老上 單于)         | 묵돌 선우의 맏아들.                                                                        | 기원전 174년 ~ 기원전 160년 |
| 군신(軍臣)          | 군신 선우(軍臣 單于)         | 노상 선우의 맏아들.                                                                        | 기원전 160년 ~ 기원전 126년 |
| 이치사(伊稚邪)      | 이치사 선우(伊稚邪 單于)     | 군신 선우의 동생. 군신 선우의 아들인 어단(於單) 태자를 한나라로 축출하고 스스로 선우가 됨. | 기원전 126년 ~ 기원전 114년 |
| 오유(烏維)          | 오유 선우(烏維 單于)         | 이치사 선우의 맏아들.                                                                      | 기원전 114년 ~ 기원전 105년 |
| 오사려(烏師廬)      | 오사려 선우(烏師廬 單于)     | 오유 선우의 아들. (별명 아(兒)선우)                                                        | 기원전 105년 ~ 기원전 102년 |
| 구리호(口黎湖)      | 구리호 선우(口黎湖 單于)     | 오유 선우의 동생.                                                                          | 기원전 102년 ~ 기원전 101년 |
| 저제후(且鞮侯)      | 저제후 선우(且鞮侯 單于)     | 구리호 선우의 동생.                                                                        | 기원전 101년 ~ 기원전 97년  |
| 호록고(狐鹿姑)?     | 호록고 선우(狐鹿姑 單于)     | 저제후 선우의 아들.                                                                        | 기원전 97년 ~ 기원전 85년   |
| 호연제(壺衍提)?     | 호연제 선우(壺衍提 單于)     | 호록고 선우의 아들.                                                                        | 기원전 85년 ~ 기원전 68년   |
| 허려권거(虛閭權渠)? | 허려권거 선우(虛閭權渠 單于) | 호연제 선우의 동생.                                                                        | 기원전 68년 ~ 기원전 60년   |
| 도기당(屠耆堂)      | 악연구제 선우(握衍朐提 單于) | 오사려 선우의 손자.                                                                        | 기원전 60년 ~ 기원전 58년   |

### 동흉노
| 휘                 | 칭호                                         | 자료 | 재위 기간 |
| ------------------ | -------------------------------------------- | --- | --- |
| 계후산(稽侯狦)     | 호한야 선우(呼韓邪 單于)                     | 허려권거 선우의 아들. 여러 선우의 난립기. 질지(郅支, 북서쪽) : 호한야 선우의 형으로, 서흉노로 자립함 호게(북서쪽) 거리(車犁, 남서쪽) : 호록고 선우의 조카 윤진(閏振, 북서쪽) 오자(烏籍, 서쪽) 도기(屠耆, 동쪽) | 기원전 58년 - 기원전 31년 기원전 56년 - 기원전 36년 기원전 57년 기원전 57년 - 기원전 56년 기원전 56년 - 기원전 54년 기원전 57년 기원전 58년 - 기원전 56년 |
| 조도막고(雕陶莫皋) | 복주루 약제선우(復株累 若鞮單于)             | 호한야 선우의 장자. 이때부터 '효(孝)'를 의미하는 '약제(若鞮)'를 시호에 사용함. | 기원전 31년 - 기원전 20년 |
| 저미서(且麋胥)     | 수해 약제선우(搜諧 若鞮單于)                 | 복주루 선우의 동생. | 기원전 20년 - 기원전 12년 |
| 저막거(且莫車)     | 거아 약제선우(車牙 若鞮單于)                 | 수해 선우의 동생. | 기원전 12년 - 기원전 8년 |
| 낭지아사(曩知牙斯) | 오주류 약제선우(烏珠留 若鞮單于)             | 거아 선우의 동생. 후손들이 남흉노를 이룬다. | 기원전 8년 - 13년 |
| 함(咸)             | 오루 약제선우(烏累若鞮單于)                  | 오주류 선우의 동생. | 13년 - 18년 |
| 여(輿)             | 호도이시도고 약제선우(呼都而尸道皋若鞮 單于) | 오루 선우의 동생. | 18년 - 46년 |
| 오달제후(烏達提侯) | 오달제후 선우(烏達提侯 單于)                 | 호도이시도고약제 선우의 장자. | 46년 |
| 포노(蒲奴)         | 포노 선우(蒲奴 單于)                         | 흉노의 남북 분열. 후손들이 북흉노를 이룬다. 이후부터는 역사에서 한나라에 귀속한 남흉노를 정통으로 본다. | 46년 - ? |

### 남흉노
| 이름           | 칭호                                 | 자료 | 재위 기간                 |
| -------------- | ------------------------------------ | --- | ------------------------- |
| 비(比)         | 해락 시축제선우                      | 오주류 선우의 아들. 일축왕의 자리에 있다가 남흉노로 독립하였다. 50년에 한나라에 아들을 입조시켰다.       | 48년 - 56년               |
| 막(莫)         | 구부 우제선우                        | 해락 선우의 동생.                                                                                        | 56년 - 57년               |
| 한(汗)         | 이벌어려제 선우                      | 구부우제 선우의 동생.                                                                                    | 57년 - 59년               |
| 적(適)         | 해동시축후제 선우                    | 해락시축제 선우의 장자.                                                                                  | 59년 - 63년               |
| 소(蘇)         | 구제차림제 선우                      | 구부우제 선우의 아들.                                                                                    | 63년                      |
| 장(長)         | 호야시축후제 선우                    | 해동시축후제 선우의 동생.                                                                                | 63년 - 85년               |
| 선(宣)         | 이도어려제 선우                      | 이벌어려제 선우의 장자.                                                                                  | 85년 - 88년               |
| 둔도하(屯屠何) | 휴란시축후제 선우(休蘭尸逐侯鞮 單于) | 호야시축후제 선우의 동생.                                                                                | 88년 - 93년               |
| 안국(安國)     | 안국 선우                            | 이도어려제의 동생. 북흉노와 연합하여 한나라에 반란을 일으키나 살해됨.                                    | 93년 - 94년               |
| 사자(師子)     | 정독시축후제 선우                    | 해동시축후제 선우의 아들.                                                                                | 94년 - 98년               |
| 단(檀)         | 만지시축후제 선우                    | 호야시축후제 선우의 아들. 봉후 선우(逢侯 單于) : 휴란시축후제 선우의 아들로 북흉노의 선우가 되어 맞섰다. | 98년 - 124년 94년 - 111년 |
| 발(拔)         | 오계후시축제 선우                    | 만지시축후제 선우의 동생.                                                                                | 124년 - 128년             |
| 휴리(休利)     | 거특약시축취 선우                    | 오계시축후제 선우의 동생.                                                                                | 128년 - 143년             |
| 두루저(兜樓儲) | 호란약시축취 선우                    | ?? | 143년 - 147년             |
| 거거아(渠車兒) | 이릉약시축취 선우                    | ?? | 147년 - 172년             |
| ?              | 도특약시축취 선우                    | 이릉약시축취 선우의 아들                                                                                 | 172년 - 177년             |
| 호징(呼徵)     | 호징 선우                            | 도특약시축취 선우의 아들                                                                                 | 177년 - 179년             |
| 강거(羌渠)     | 강거 선우                            | ?? | 179년 - 188년             |
| 어부라(於扶羅) | 지지 시축후선우(持至 尸逐侯單于)     | 강거 선우의 아들. 수복골도후(須卜骨都侯)에게 정권을 빼앗기고, 산서성의 평양성으로 쫓겨남.                | 188년 - 195년             |
| 호주천(呼廚泉) | 호주천 선우                          | 어부라의 동생. 조조에게 항복함.                                                                          | 195년 - 216년             |

### 전조
| 이름           | 자료 | 재위 기간     |
| -------------- | --- | ------------- |
| 유표(劉豹)     | 지지 선우의 아들. 후한으로부터 유씨 성을 하사받았으며, 이후 그의 자손들은 대대로 유씨 성을 사용함. | 216년 - 260년 |
| 거비(去卑)     | 호주천 선우의 아들로 철불 우현왕(鐵弗 右賢王)임. | 260년 - 272년 |
| 고승원(誥升爰) | 거비의 아들로 철불 우현왕의 직위를 계승했다. | 272년 - 304년 |
| 유연(劉淵)     | 유표의 아들로 오호십육국 시대에 한 왕조의 재건을 내세워 평양성에 한나라를 재건하였음. | 304년 - 310년 |
| 유화(劉和)     | 유연의 적자였으나, 인덕이 없어 자리를 오래 유지하지 못했음. | 310년         |
| 유총(劉聰)     | 유연의 셋째 아들로 문무에 뛰어나 유연의 한 황조 재건에 공이 많았음. 형인 유화가 무능하고 인망이 없자 반란을 일으켜 황제의 자리에 올랐으며, 서진의 황제 2명을 사로잡았음.                                                               | 310년-318년   |
| 유찬(劉粲)     | 유총의 아들로 반란으로 인해 오래가지 못했음. | 318년         |
| 유요(劉曜)     | 유연의 친족으로 유총의 사촌뻘임. 유총과 함께 건국에 공이 높았으며, 유찬의 시대에 일어난 반란을 진압하고 스스로 황제의 자리에 올라 국명을 '한'에서 '조'로 변경하였음. 하지만 황제가 된 이후에는 뛰어나지 못하여 결국 석륵에게 패망했음. | 318년 - 328년 |
| 유희(劉熙)     | 유요의 아들로 석륵의 후계자인 석호에게 패배하고, 전조는 완전히 멸망함. | 328년 - 329년 |

### 전조 이후
| 이름               | 자료 | 치세기간      |
| ------------------ | --- | ------------- |
| 유호(劉虎)         | 거비의 손자. 선우를 자칭하지는 않았으며, 오르도스 지역 작은 부족의 지도자였음. 오호십육국 시대 하나라의 원황제(元皇帝)로 추존됨. |               |
| 유무항(劉務恒)     | 오호십육국 시대 하나라의 선황제(宣皇帝)로 추존됨.                                                                                |               |
| 유알루두(劉閼陋頭) | ?? |               |
| 유실물기(劉悉勿祈) | ?? |               |
| 유위진(劉衛辰)     | 십육국 시대 하나라의 환황제(桓皇帝)로 추존됨.                                                                                    |               |
| 혁련발발(赫連勃勃) | 유위진의 아들. 하나라를 건국했고 성을 흉노의 본래 성인 '혁련(赫連)'으로 되돌렸음. 세조(世祖) 무열황제(武烈皇帝).                 | 407년 - 425년 |
| 혁련창(赫連昌)     | 북위에게 잡혔다가 434년 살해당함.                                                                                                | 425년 - 428년 |
| 혁련정(赫連定)     | 재기를 꿈꾸나 역시 북위에게 사로잡히고, 432년 살해당함. 중국의 역사에서 선우를 자칭한 마지막 사람.                               | 428년 - 431년 |

## 같이 보기
- 흉노
- 묵돌 선우
- 이치사 선우
- 전한 고조
- 동호
- 월지국